# Marlène Harnois
Marlène Harnois (ur. 22 października 1986 w Montrealu) – francuska, a wcześniej kanadyjska zawodniczka taekwondo, brązowa medalistka olimpijska, brązowa medalistka mistrzostw świata, dwukrotna mistrzyni Europy.
Urodziła się w Kanadzie i do 2007 roku startowała w barwach tego kraju, gdzie w kategorii juniorów zdobyła brązowy medal mistrzostw świata w 2000 roku i srebrny medal igrzysk panamerykańskich w 2003 roku. 
Od 2007 roku na stałe (wcześniej w latach 2001-2002 i 2006) reprezentuje barwy Francji. Brązowa medalistka igrzysk olimpijskich w Londynie w 2012 roku w kategorii do 57 kg. Brązowa medalistka mistrzostw świata w 2011 roku w kategorii do 57 kg i dwukrotna mistrzyni Europy (2008, 2012) w kategorii do 62 kg.